# نیل استراوس
نیل درو استراوس (انگلیسی: Neil Darrow Strauss؛ زادهٔ ۱۳ اکتبر ۱۹۷۳) یک نویسنده، روزنامه‌نگار و استاد پیک‌آپ (مخ‌زنی) و سایه‌نویس یهودی اهل ایالات متحده آمریکا است. شهرت او بخاطر نوشتن کتاب بازی (The Game) در زمینه پیک‌آپینگ (دختربازی و مخ‌زنی) می‌باشد.

## کتابشناسی
- بازی: انجمن مخفی هنرمندان پیک آپ (۲۰۰۵)[۲]
- وضعیت اضطراری: این کتاب زندگی شما را نجات خواهد داد (۲۰۰۹)